# Saint-Imier
Pour la commune française, voir Saint-Ismier.
Saint-Imier (/sɛ̃timje/) est une commune suisse du canton de Berne, située dans l'arrondissement administratif du Jura bernois.

## Géographie
Saint-Imier se trouve à 15 km à vol d’oiseau de La Chaux-de-Fonds. Il est situé dans une vallée du massif du Jura. Il a donné son nom au vallon de Saint-Imier (région appelée jadis Erguël), irrigué par la Suze, descendant vers les gorges du Taubenloch, près de Rondchâtel.
Le point culminant se situe à 1 490 m, à la Corne, sur le flanc du Chasseral. Sur la montagne du Droit, le territoire communal s’élève à 1 289 m, à Mont-Soleil. De Mont-Soleil, le territoire communal descend en direction de la Chaux-d’Abel, qui fait partie géographiquement des Franches-Montagnes.
Sur la pente sud du mont Soleil se trouve le creux de Champ Meusel dont on attribue parfois la forme particulière à l’impact d’une météorite. Il s'agit en fait d'une double formation géologique qui rompt l'apparence uniforme du massif de Mont-Soleil, au nord du vallon de Saint-Imier. La partie supérieure, Les Chenevières, est un cirque aux parois rocheuses raides. La partie inférieure, dans la forêt, est une cuvette fermée par un rempart (vallum). Cette forme fait penser à un cratère de météorite, mais différentes forces sont en fait à l’origine de ce phénomène : une prédisposition tectonique, la glaciation, l’érosion karstique, la présence d’une source et d’une rivière. Des hémicycles comparables existent par exemple au Creux-du-Van, au-dessus de Grandval et de Bâche.
En direction du sud-ouest, une route conduit au col des Pontins après avoir franchi la Suze.

## Histoire

Photo aérienne prise à 300 m par Walter Mittelholzer (1925)

La première mention de Saint-Imier remonte à 884, sur une charte de l'Empereur Charles III le Gros qui confirme à l'abbaye de Moutier-Grandval certaines donations dont la cella Sancti Hymeri. La cité fut fondée par l'ermite Imier, originaire de Lugnez (Ajoie) et probablement mort vers 610, qui y fit édifier un oratoire dédié à saint Martin de Tours.
L'oratoire a dû faire place à une chapelle en l'an 992, puis à une église en 1146. En 1228, le cartulaire de l'Évêché de Lausanne, dont dépendait la paroisse de Saint-Imier, mentionne deux églises à Saint-Imier : l'église paroissiale de Saint-Martin et la collégiale, imposant édifice considéré comme église de pèlerinage jusqu'à la Réforme.

Le clocher-porche, phographié entre 1892 et 1932 par Eugène Cattin

Entre 1793 et 1814, Saint-Imier est rattaché à la France (ancien département français du Mont-Terrible de 1793 à 1800, intégré ensuite au département du Haut-Rhin). En 1814, le département du Haut-Rhin perd les territoires qui avaient fait partie du Mont-Terrible, cédés à la Suisse, à l’exception de l'ancienne principauté de Montbéliard.
En 1850-51, l’affaire Basswitz agite Saint-Imier et les villages alentour. Herrmann Basswitz, médecin d’origine prussienne et de confession juive, est apprécié de sa clientèle populaire et des libéraux de la région. Il est l’un des cofondateurs de l’hôpital de Saint-Imier. Avec le retour d’une majorité conservatrice au Conseil-exécutif du canton de Berne, des mesures plus sévères s’appliquent aux ressortissants étrangers. Son expulsion est prononcée en septembre 1850. Elle est repoussée de quelques mois, avant d’entrer en force malgré une pétition munie de 1700 signatures. Cette décision provoque un tumulte qui incite le Conseil-exécutif à dépêcher des troupes (1200 hommes et 60 chevaux) pour occuper le vallon de Saint-Imier. En janvier 1851, Basswitz quitte la Suisse et l’occupation militaire du Vallon prend fin le 15 février.
Durant le XIXe siècle, le village prend sa forme actuelle. De nombreux bâtiments datent de cette époque.
La nef de l'église Saint-Martin fut détruite en 1828. Par contre, l'ancien clocher appelé aussi Tour Saint-Martin de la reine Berthe ou tout simplement Vieille Tour, n'a pas été démoli et fut restauré pour la dernière fois de 1969 à 1971.
Après le Congrès de La Haye qui voit la rupture entre partisans du Conseil Général et partisans de l'autonomie des fédérations au sein de la Première Internationale, le Congrès de Saint-Imier (15 et 16 septembre 1872) décide la fondation de l'Internationale antiautoritaire de tendance anarchiste.

## Instances politiques
Le pouvoir législatif est appelé conseil de ville (auparavant conseil général). Le Conseil général de Saint-Imier a siégé pour la première fois le 31 janvier 1887 et était alors formé de 31 membres. Le premier président fut l’industriel Ernest Francillon.[réf. nécessaire]
Le pouvoir exécutif s'appelle le conseil municipal. Il est constitué de 7 membres (dont le maire), chacun étant chef d'un département ou dicastère. Ils sont élus par le corps électoral (habitants de Saint-Imier de nationalité suisse) par votation, pour une durée de 4 ans.
Il est à noter que le législatif et l'exécutif sont historiquement de gauche, ce qui s'explique par l'histoire de la région.

## Écoles
- École d'ingénieurs Haute École Arc, partagée avec Le Locle et Porrentruy, partiellement issue de l'École d'horlogerie et de mécanique de Saint-Imier.
- Centre de formation professionnelle Berne francophone.
- École de musique du Jura bernois.

Dans les années 1980, l'école secondaire de Saint-Imier est jumelée avec les écoles de Saint-Ismier (France).

## Transports
- Sur la ligne Bienne – La Chaux-de-Fonds (durant 17 ans, la Flèche du Jura relia les montagnes neuchâteloises au reste de la Suisse en passant par Saint-Imier).
- Funiculaire Saint-Imier - Mont-Soleil.
- Départ de la ligne de bus B131, reliant la gare de St-Imier à celle de Tramelan

## Tourisme
- Ski, sur les pentes nord du Chasseral, téléski des Bugnenets-Savagnières.
- Mont Soleil, sa centrale solaire, son funiculaire et l’observatoire astronomique.
- Mont-Crosin avec ses éoliennes.
- Musée de St-Imier[9]

## Économie
- Compagnie des montres Longines.
- Société des forces électriques de La Goule.
- Montres Balmain.
- Fabrication de la Tête de Moine.
- Les entreprises Breitling et TAG Heuer qui se sont déplacées par la suite sont originaires de Saint-Imier.

## Journal
Le Jura bernois a été le plus petit quotidien de Suisse.[réf. nécessaire]

## Culture

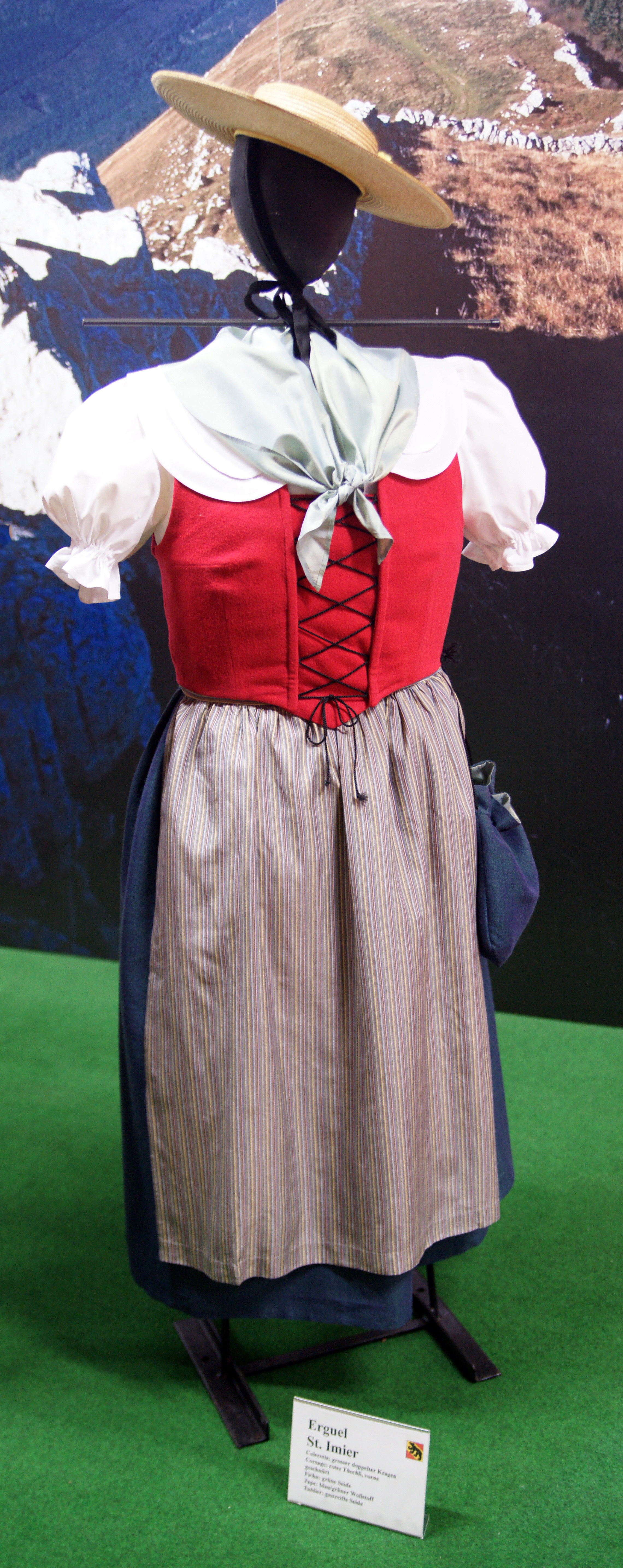
Costume d'Erguël / St. Imier.

- Centre de culture et de loisirs (CCL).
- Ensemble vocal d'Erguël, dont le répertoire est consacré à la musique sacrée.
- Espace Noir, centre culturel libertaire[10].
- Mémoires d'Ici, Centre de recherche et de documentation du Jura bernois.
- Musée de Saint-Imier, consacré à la nature et à la culture locale.

## Manifestations

### L'Imériale
L’Imériale est une fête populaire du Vallon de Saint-Imier, avec cortège, stands, échoppes, guinguettes et scènes musicales. Elle se déroule chaque année durant le weekend de la fin de juin, sur deux journées, et rassemble plus de 10 000 personnes. Elle est à la fois une foire et une occasion de marquer la fin de l’année scolaire.
En 1978, le Commerce indépendant de détail organise à mi-juin une première braderie commerciale baptisée La rue aux piétons : 70 stands tenus par les détaillants et les sociétés de la localité s’échelonnent le long de la rue principale, fermée au trafic. En 1979, au terme d’un concours, les organisateurs lui donnent le nom d’Imériale. 
En 1992, la manifestation est repoussée à fin juin afin de coïncider avec la fin de l’année scolaire. Elle absorbe alors la Fête des promotions, avec la présence des classes d’école dans le cortège. Celle-ci, qui remonte au XIXe siècle et débutait par une partie officielle sur l’esplanade des collèges puis se poursuivait par un après-midi récréatif à Mont-Soleil, était tombée en désuétude vers la fin du XXe siècle.

### Saintimania
Le FC Saint-Imier organise traditionnellement un bal du petit Nouvel An lorsqu’en janvier 1995 il lance la première édition d’une revue satirique composée de sketches, de musique et d'intermèdes dansés. En prenant le nom de Saintimania, la troupe revient chaque début d’année avec ses musiciens et ses comédiens amateurs pour décortiquer l’actualité et brocarder les célébrités régionales, nationales et internationales. Les rangs se renouvellent au fil des millésimes. Jusqu’en 2019, les membres du FC Saint-lmier organisent la soirée et prennent la logistique en charge, alors que les artistes disposent d’une totale autonomie quant au fond et à la forme de leur spectacle.
En 2024, après une pause de quatre ans, la troupe prend son indépendance en mettant fin à sa collaboration avec le FC Saint-lmier (devenu le FC Erguël). Ses représentations, qui mêlent toujours chant, danse et théâtre, se déroulent désormais en mars.

### Autres manifestations
- Festivall Saint-Imier, nouvel open air créé par des jeunes de la région[17]
- 1001 notes[18], chorale qui donne une demi-douzaine de concerts chaque année en novembre à la salle Saint-Georges.
- Triathlon Ergüelathlon (en août)

## Personnalités
- Auguste Agassiz (1809-1877), horloger
- Henri Aragon, peintre
- Pierre Alin (1879–1920), poète
- Alain Auderset, auteur de bandes dessinées
- Michel Bakounine, homme politique
- Élisabeth Baume-Schneider (1963–), femme politique
- Denise Bindschedler-Robert (1920–2008), juriste
- Stéphane Boillat, homme politique, avocat
- Bernard Born (1947–1982), comédien
- John Buchs, homme politique
- Georges Canton, bobeur
- Paul Charmillot (1866-1932), homme politique
- Sylviane Chatelain (1950-), écrivain
- Albert Eberhardt, naturaliste
- Fernand Flueckiger, industriel
- Clarisse Francillon (1899–1976), écrivain
- Ernest Francillon, industriel
- Alfred Glauser (1913–2003), professeur, écrivain
- Maxime Gorce, curé
- Edouard Heuer, horloger
- Adrien Holy (1898-1979), peintre, lithographe, décorateur
- Daniel Jeandupeux (1949–), footballeur
- Pierre Jolissaint, homme politique
- Walter von Kaenel, industriel
- Marc Leuenberger (1962–), hockeyeur
- Francis Loetscher, homme politique
- André Luy, organiste
- Jean-Pierre Monnier (1921–1997), écrivain
- Roger Montandon (1918–2005), peintre et metteur en scène
- Frédéric Moser (1966–), artiste
- Bernard-Antoine Nicolet (1743–1807), graveur
- Werner Renfer (1898-1936), rédacteur et écrivain
- Daniel de Roulet, écrivain
- Philippe Schwinger, artiste
- Raymond Tschumi, poète
- Michel Wolfender, peintre
- Zouc, comédienne

## Monuments
- Ancienne collégiale, édifiée aux XIe-XIIe siècles. La partie supérieure du clocher-porche date des XIXe-XXe siècles. Restaurations en 1927-1930 et 1985. Basilique à trois nefs séparées par des piliers, avec absides. Au-dessus du porche, ancienne chapelle Saint-Michel[19].
- Tour Saint-Martin : au-dessous de la route cantonale, vestige d'une église paroissiale qui remonte au haut Moyen Âge (fouilles archéologiques en 1986). C'est le plus ancien édifice de Saint-Imier. Sa partie supérieure porte une horloge à laquelle il est fait allusion pour la première fois au XVIIe siècle. Le sanctuaire, utilisé comme baptistère après la Réforme, a subi plusieurs transformations, accueillant les troupes françaises du général Oudinot en 1806, puis servant de salpêtrière aux soldats de Napoléon Ier. Il a été démoli au XIXe siècle pour permettre la construction des dépendances de l'Hôtel de ville, puis d'une minoterie. La Vieille Tour, qui appartient à la paroisse réformée, a été restaurée en 1971. La tour ainsi que le cadran de l'horloge figurent sur un timbre émis par la poste suisse en février 1984 pour célébrer le 1 100e anniversaire de la fondation de la ville de Saint-Imier.
- Église catholique-romaine : basilique néo-gothique de 1862-1866 : vitraux de 1942-1944 d'après des cartons d'Albin Schweri représentant des saints suisses, notamment jurassiens. Chemin de Croix (1963) de Georges Schneider. Crucifix 1er quart XVIe siècle ; selon la tradition, il aurait été sauvé de la collégiale pendant l'iconoclastie de la Réforme. La tour ne fut achevée qu'en 1913, avec la construction du beffroi et de la flèche. L'église a été restaurée à trois reprises, en 1953, 1980 et 2007.
- Église catholique-chrétienne, édifiée en 1912. Son architecture est influencée par le Jugendstil. Elle ne comprend qu'une nef sans bas-côtés et une abside. L'édifice a été complètement rénové en 1976.
- Hôpital, ancien bâtiment principal construit en 1934 à l'ouest de la localité par Otto Salvisberg et Hans Brechbühler.

## Le marais des Pontins
Située de part et d’autre de la route Saint-Imier-Val-de-Ruz, à 1100 mètres d’altitude, la tourbière des Pontins est une réserve naturelle. Elle conserve des traces de l’extraction de la tourbe au XVIIIe siècle. Son paysage botanique offre un grand intérêt, notamment en raison de sa végétation pionnière. Par décret, le Conseil-exécutif du canton de Berne l’a placée sous protection en 1947. La mesure s'étend sur la tourbière située à l'ouest de la route cantonale. Dès lors, l’Association du Parc jurassien de la Combe-Grède, qui a contribué à cette mise sous protection, veille à la conservation de ce patrimoine naturel et s’active pour en élargir le périmètre.
A la fin des années 1960, un projet de 66 maisons de vacances aux Savagnières le met en péril. En mars 1971, le Conseil-exécutif condamne définitivement cette idée en refusant le permis de construire. Après la révision de l’inventaire fédéral des sites marécageux d’une beauté particulière et d’importance nationale en 2004/2005, Pro Natura procède à la restauration de la partie orientale du marais qui avait été drainée, exploitée et recouverte d’une dense forêt d’épicéas.
Au centre de la partie occidentale de la tourbière, un large secteur a été plus ou moins exploité, puis abandonné. Aucune influence humaine ne s'y manifeste depuis l'arrêt de l’extraction, si bien que la végétation secondaire qui a colonisé le secteur dépend uniquement des conditions locales. Quatre espèces dominent nettement et couvrent la presque totalité de la surface : le jonc épars, l'angélique sauvage, l'agrostide capillaire et le cirse des marais. Les observations entomologiques ont révélé la présence de plusieurs espèces d’hétéroptères aquatiques.

## Photos, collégiale

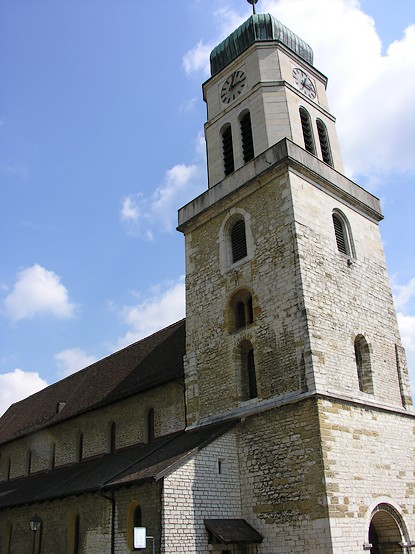
Collégiale de Saint-Imier, vue extérieure.
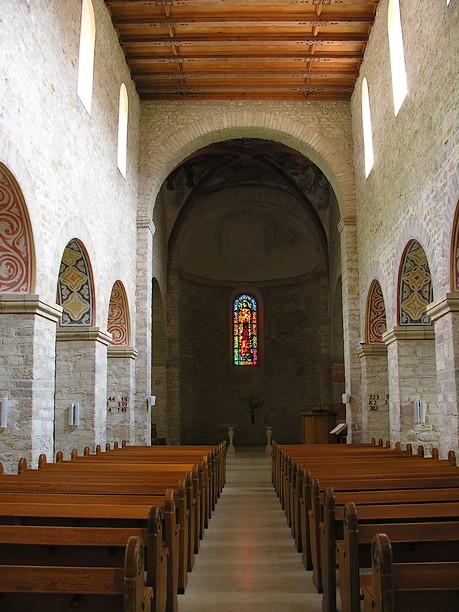
Collégiale de Saint-Imier, vue intérieure.
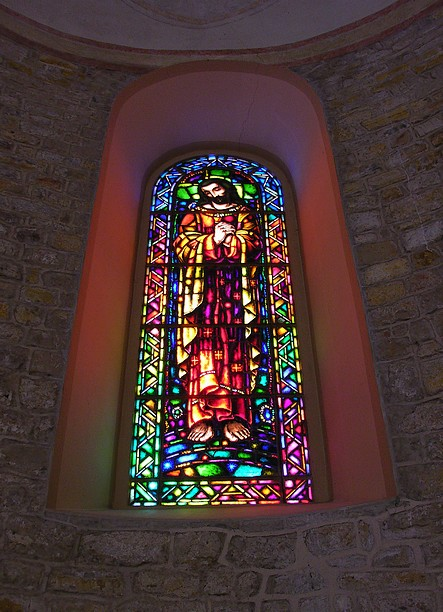
Collégiale de Saint-Imier, vitrail de l'abside centrale (Louis Jaeger, 1930).

## Honneur
L'astéroïde (284945) Saint-Imier porte son nom.